# Sylvia Straus
Sylvia Straus, ook wel Rebbetzin Heschel, (Cleveland, 11 januari 1913 – New York, 26 maart 2007) was een Amerikaans klassiek pianiste van Joods-Russische afkomst.

## Levensloop
Ze trouwde met rabbijn Abraham Joshua Heschel op 10 december 1946 in Los Angeles. Hun dochter Susannah Heschel is een Joodse geleerde.
Straus studeerde muziek, filosofie en literatuur. De beroemde Poolse pianist Arthur Rubinstein beval haar aan bij Eduard Steuermann (1892-1964), een Poolse Jood die piano studeerde met Ferruccio Busoni en Arnold Schönberg. Ze was verbonden aan de Tweede Weense School. Straus werd een meesterstudent van Steuermann.